# Rovoiva
Rovoiva är en kulle i Finland. Den ligger i Savukoski kommun i landskapet Lappland, i den norra delen av landet, 900 km norr om huvudstaden Helsingfors. Toppen på Rovoiva är 351 meter över havet, eller 76 meter över den omgivande terrängen. Bredden vid basen är 1,8 km.
Terrängen runt Rovoiva är huvudsakligen platt.Trakten runt Rovoiva är nära nog obefolkad, med mindre än två invånare per kvadratkilometer. Det finns inga samhällen i närheten. 